# Râul Izvorul lui Comișel
Râul Izvorul lui Comișel este curs de apă, afluent al râului Bâsculița. 

## Hărți
- Harta Siriu - Trasee Montane
- Harta Munții Buzăului [nefuncțională – arhivă]